# 费迪南·贝尔图
费迪南·贝尔图（法語：Ferdinand Berthoud，發音：[fɛʁdinɑ̃ bɛʁtu]；1727年3月18日—1807年6月20日）出生于瑞士纳沙泰尔省的普朗斯蒙·苏尔·库韦 ，于法国瓦兹河谷省格罗莱去世，是一位法國籍鐘錶师和科研人员。他于1752年在巴黎获得鐘錶师称号。他同时是皇家机械钟表师及航海钟表师，有著大量杰出的业界作品，尤以航海计时器领域专著为主。

## 生平

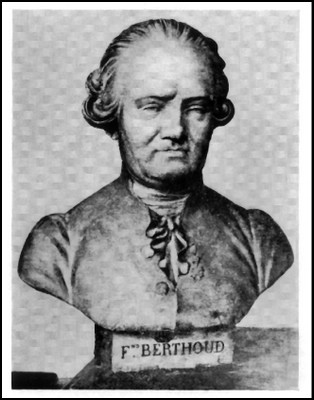
费迪南·贝尔图

1727年3月18日，费迪南·贝尔图出生于瑞士纳沙泰尔州瓦勒德特拉韦尔地区普朗斯蒙（Plancemont）的一个富裕的钟表机械师家庭。 
父亲让·贝尔图是一位木工大师兼建筑师。他是库韦地区宗教领袖，属于纳沙泰尔省富裕阶层，并于1717-1732年担任瓦尔·德·特拉维尔地区审判官。母亲朱迪斯·贝尔图(1682-1765) 是土生土长的库韦人。 费迪南有四位兄长：亚伯拉罕（1708-?）、让·亨利（1710-1790，瓦勒德特拉韦尔地区审判官、莱韦里耶尔地区书记员、克雷西耶地区律师、钟表-机械行业专家）、让-雅克(1711-1784，画家)及皮埃尔（1717-?，农民兼钟表机械师）。皮埃尔同时担任库韦地区参议院，他于1741年与玛格丽特·博埃尔-雅凯结婚，育有二子：皮埃尔·路易（1754-1813）和亨利（? –1783）。亨利此后的职业生涯与叔父费迪南·贝尔图联系紧密。
他还有两个姐妹: 让娜·玛丽(1711-1804) 和苏珊·玛丽(1729-?)。
1741年，14岁的费迪南·贝尔图开始在兄长让-亨利手下担任钟表机械学徒，同时接受了扎实的科学启蒙教育。1745年4月13日，费迪南·贝尔图结束学徒培训，获得钟表机械学习合格证。-
1745年，18岁的费迪南·贝尔图前往巴黎进修钟表机械师课程。他曾于巴黎业界许多钟表大师手下担任学徒，并展现出杰出才华。有资料显示，费迪南·贝尔图曾在朱利安·勒鲁瓦处工作，期间的进步十分惊人。接着，他又在勒鲁瓦师傅的儿子皮埃尔·勒鲁瓦(1717-1785)手下担任学徒，此后两人成为竞争对手。
1753年12月4日，经皇家议会裁决，亦出于国王本人的特别关照，费迪南·贝尔图打破行业协会常规，年仅26岁即被官方授予钟表大师头衔。-
1755年开始，费迪南·贝尔图奉命撰写数篇钟表业参考文章，收录于《百科全书系列》。《百科全书》编订于 1751 至 1772 年，主编为作家兼哲学家狄德罗 (1713-1784) 及数学家兼哲学家达朗贝尔(1717-1783)。
费迪南·贝尔图于 1759年发表其首部专著《如何操作及调试机械与钟表：致毫无钟表行业基础的初学者》。[1]此后，他又推出了多部论著，详情见下方“作品”部分。 
1763年，费迪南·贝尔图奉国王之命前往伦敦观摩约翰·哈里森爵士(1693-1776)的航海表H4。同行人员有查理-埃提安·加缪 (1699-1768)，数学家兼皇家科学院成员代表，以及天文学家约瑟夫-杰罗姆·勒弗朗索瓦·德拉兰德 (1732-1807)。此次行程令费迪南·贝尔图大失所望，因为哈里森只向他展示了H1、H2、H3腕表（报酬为500英镑），但明确拒绝展示技术含量最高的H4腕表。
费迪南·贝尔图虽然未能在伦敦亲眼目睹哈里森H4腕表的风采，但凭借自己在鐘錶领域的作品及论著，他成功进入英国科学界，并于1764年2月16日当选为伦敦皇家协会“外籍成员”。
1764年，法兰西学院 奉国王之命委派杜阿梅尔·德·孟梭 及沙普·多特尔罗榭神甫两位成员对费迪南·贝尔图制造的三号航海钟进行海上测试。费迪南·贝尔图提出亲自携带此表前往布雷斯特参与测试。一系列相关测试项目于军舰“海燕号”2]上完成。
1765年，费迪南·贝尔图二度前往伦敦，在萨克逊部长布吕尔公爵(1700-1763) 的引荐下拜访了哈里森。但哈里森又一次拒绝向贝尔图展示自己的钟表杰作，因为他深信贝尔图会因此参透其中奥秘，并用以帮助法国海军。此后，经度委员会成员、以发明杠杆式擒纵机构闻名的英国钟表师托马斯·马奇 (1715-1795)在无实物的情况下向贝尔图描述了H4腕表的运转原则（哈里森开价4000英鎊讲解此款腕錶，这笔数目是贝尔图无法接受的）。 
1766年5月7日，费迪南·贝尔图向 海軍部长、舒瓦瑟尔伯爵兼普拉斯林公爵(1712-1785)上呈了一份备忘录，报告了制造航海钟六号及八号的计划。他要求拨款3000银用以支付此前几款航海钟及按英国技术制造此两款新航海钟的费用。该份备忘录清楚表明费迪南·贝尔图希望获得拨款及皇家机械钟表师兼航海钟表师的头衔，也显示出他对完善航海钟及确定海上经度所作的努力。1766年7月24日，国王批准了他制造两款航海钟的计划及拨款申请。-
为确保两款新航海钟的质量，普拉斯林公爵于1768年11月3日将六号和八号航海钟交与探险家、水文学家兼海军少尉弗勒里厄骑士(1738-1810)及天王学家、海洋地理学家兼A.R.S成员班格雷议事司铎 (1711-1796)。他们的任务是在“伊希斯”轻巡洋舰往返于罗榭弗尔与圣-多明格之间的航程中测试该两款航海钟。整段航程历时10个月，两款航海钟成功经受了多项测试。弗勒里厄骑士的测试报告于1773年发表，题为“奉国王之命测试航海表的差旅行程”。
1769年，费迪南·贝尔图将其侄子皮埃尔-路易·贝尔图(1754-1813，通常简称路易·贝尔图从库韦 (瑞士)招至巴黎。年轻的路易·贝尔图是一位极具天赋的机械钟表师，来到巴黎后便在叔叔手下继续精进技艺。此后，在费迪南·贝尔图为法国及西班牙海军所用的航海钟进行操作及维修过程中，路易均在其身旁达担任助手。
1770年4月1日，在六号及八号航海钟海上测试成功之后，费迪南·贝尔图获得皇家机械钟表师兼航海钟表师执照，每年可领取3000银津贴及航海钟制造检测费用。皇家海军向他开出了20只航海钟的订单。 
成就接踵而至，费迪南·贝尔图制造的航海钟用于各种参与探险活动的舰艇及绘图航程之中。 
1771年,博尔达骑士(1733-1799)在维尔登·德拉克雷讷侯爵 (1741-1805) 的命令下在“花神号”护卫舰上装载了航海计时器，于加纳利群岛及安的列斯群岛展开探险活动。 “淘气鬼号” 轻巡洋舰指挥、夏斯特内·德·布依瑟居尔伯爵 (1752-1809)与“罗盘号”指挥博尔达骑士在1774至1775年前往加纳利群岛及非洲海岸探险时也选用了贝尔图的航海钟。
1785年8月1日，费迪南·贝尔图将五只航海钟交付与“星盘号”船长拉贝鲁斯伯爵 (1741-1788)，后者计划展开一场环球旅行，以期在詹姆斯·库克(1728-1779)的太平洋探险旅程基础上更进一步。 1788年，“星盘号”在圣-克鲁斯群岛（所罗门群岛）附近遇难，装载其上的航海钟也随之葬身海底。 
1791年，费迪南·贝尔图再度将四只航海钟交与约瑟夫·德 ·布吕尼·当特卡斯铎骑士(1737-1793)，后者奉国王路易十六之命带领“寻找号”与“希望号”两艘巡洋舰出海寻找拉贝鲁斯船队 
1795年，费迪南·贝尔图当选国家学院机械艺术部一级常驻成员（法兰西学院）。法国大革命爆发后，贝尔图移居卢浮宫，获国家津贴，并始终坚持钟表制造和航海钟维修工作。与此同时，他笔耕不辍，创作发表了多部作品，其中总重要的是《计时史》（1802）。
1804年7月17日，费迪南·贝尔图以学院成员的身份获得拿破仑颁发的荣誉骑士勋章。
1807年6月20日,费迪南·贝尔图去世，享年80岁，无后代。他葬于格罗莱的蒙莫朗西谷（瓦兹河谷省），墓地处建有纪念碑。 
费迪南·贝尔图的一生闪耀着卓越的光芒，一如他所生活的时代：从启蒙运动到拿破仑帝国再到大革命时期。他的天赋深受同时代业界翘楚的认同，他也因此成为国家学院成员，并在路易十五、路易十六及拿破仑统治期间均享有皇家机械钟表师兼航海钟表师的头衔。

## 作品

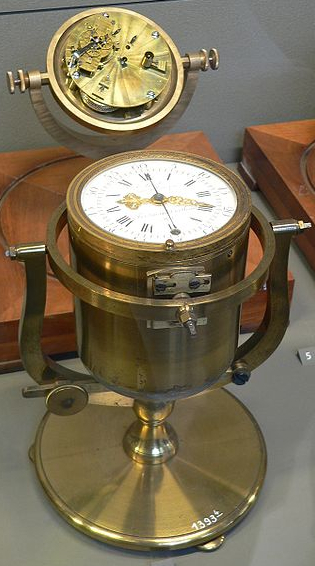

1752年,在来到巴黎7年后，25岁的费迪南·贝尔图向皇家科学院提交了自己制造的摆钟，由此证明了自己卓越的钟表技艺4]。两位科学院成员，数学家兼天文学家查理·埃提安·加缪(1699-1768)及物理学家兼知名水文学家皮埃尔·布凯 (1698-1758)为其作品撰写了充满溢美之词的质量报告。-
费迪南·贝尔图向皇家科学院提交过多封密件。1754年11月20日，他在一封从未发表的密件[5]制造海上计时器的计划。这是他的首个航海钟计划。密件直至1976年才由科学院院长启封。
1760年12月13日，费迪南·贝尔图向皇家科学院提交《航海钟制造原则备忘录》。1761年年初，著名的航海钟一号问世。1761年2月28日，他加入又提交了备忘录补充部分。1763年4月，一号航海钟于皇家科学院展出。-
1754年，科学院认证费迪南·贝尔图制造的一只腕表及一只摆钟。-
费迪南·贝尔图希望潜心科学研究，并将自己的知识通过著作传播给世人。因此，他很快便进入当时的科学家群体。同时撰写有数篇钟表业参考文章收录于狄德罗 (1713-1784) 及达朗贝尔(1717-1783)主编的《百科全书系列》。
1759年，他撰写了普及性作品，《如何操作及调试机械与钟表：致毫无钟表行业基础的初学者》6，并大获成功。1763年，他的大部头专著《钟表论文：应用于民间、天文及航海领域的钟表技艺》同样很受欢迎。这部普及性作品此后被翻译为多种语言，于18-19世纪期间多次重印及再版。
1763年，贝尔图迎来了职业生涯的转折点，此后他的人生将与航海技术的发展紧密相连。科学院再次成为他成功的见证者与支持者。他于1760和1761年先后呈交了两封密件，对航海钟一号进行了详细描述。1762年8月29日，贝尔图再次提交了关于“制造航海钟”的密件。 
他的计划旨在打造精确计时的仪器。1766年5月7日，他正式建议制造两款航海钟，即收藏于工艺博物馆的六号及八号航海钟。两款航海钟试验成功后，费迪南·贝尔图于1770年4月1日荣获“皇家机械钟表师及航海钟监督制造钟表师执照”。

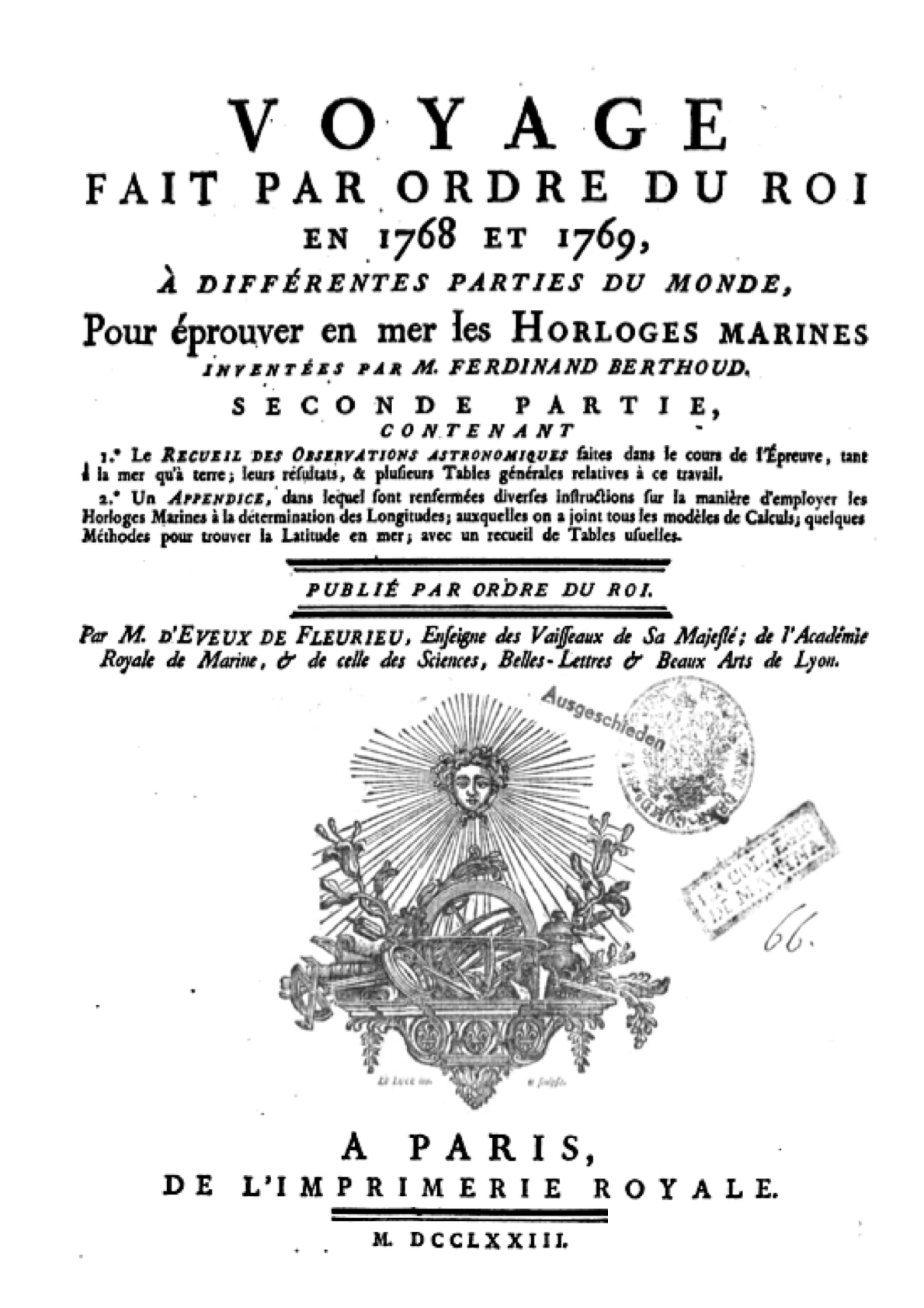

1773年，费迪南·贝尔图出版《航海钟专论：理论、制造、机械操作及测试方法、校准航海地图及确定海上经度的方法》。该作品为首部航海钟相关专著，介绍了有关航海钟制造的方方面面。 通过这部作品，贝尔图证明了自己研究成果的合法性，尤其针对其海上经度科研领域的竞争对手，如哈里森和皮埃尔·勒鲁瓦(1717-1785)。
两年后的1775年，费迪南·贝尔图出版新作《计时器测试经度或航海钟测量海上经度的方法：内含简化经纬度观测的必要操作数据表》。该书于1785年再版。 
1787年，贝尔图发表《从计时器或航海表专论补充到钟表业论著：包含操作、制造、测试小型经度钟表的原则及怀表、部分天文表的相同制造原则》。该书于1798年出版德文版。
1792年,费迪南·贝尔图发表《 经度航海表专论，包含相关机械的构造、描述及所有制造细节；其尺寸、测试方式，等等》。在这部作品中，他主张用精细校准游丝作为平衡杆的补充（第172页），以此获得更准确的等时性。
四年后的1796年，贝尔图发表《经度表续篇，包含便携式纵向表及其描述、用于长距离的简约便携式小型横向钟》。
1802年，费迪南·贝尔图出版了最重要的著作之一：《计时史之钟表史》。他在作品中展示出自卓越的钟表机械知识。
1807年，就在去世当年,贝尔图出版了自己的最后一部作品《经度表专论补充：包含1752-1807年期间费迪南·贝尔图的主要科研成果及机械制造分析》。该书于1816年及1838年两度再版。
坚定的实验派、果敢灵活的创造者、乐于传播知识的发明家，费迪南·贝尔图不仅参与了钟表业的发展完善，更促进了精确钟表在科学界的使用，为整个科学技术的发展做出了杰出贡献。他是唯一一位将自己的科研成果以普及方式细致而完整地展现给世人的钟表大师。他拥有着最纯粹的科学家精神与工程师精神，他的工匠激情卓尔不群，在同时代钟表师中，费迪南·贝尔图无疑是成就最高的之一。
费迪南·贝尔图留下了大量光辉璀璨的作品，包括航海计时器、装饰腕表及钟摆、专业工具及科学测量仪器；同时，他还出版了十余本专著及专业备忘录，共计4000余页及120张刻印板。 
他在路易十五直至第一帝国时期赢得的称号、荣誉及认同，加上时至今日依然在钟表界备受尊崇与爱戴的地位，这一切无不证明费迪南·贝尔图的伟大。
参考书目
- L’Art de conduire et de régler les pendules et les montres. A l’usage de ceux qui n’ont aucune connaissance d’horlogerie，1759年.
- Essai sur l’horlogerie, dans lequel on traite de cet art relativement à l’usage civil, à l’astronomie et à la navigation, en établissant des principes confirmés par l’expérience, 1763年及1786年.
- Traité des horloges marines, contenant la théorie, la construction, la main-d’œuvre de ces machines, et la manière de les éprouver, pour parvenir, par leur moyen, à la rectification des Cartes Marines et à la détermination des Longitudes en Mer, 1773年 (参见下文 [档案]) .
- Eclaircissemens sur l’invention, la théorie, la construction, et les épreuves des nouvelles machines proposées en France, pour la détermination des longitudes en mer par la mesure du temps，1773年.
- Les longitudes par la mesure du temps, ou méthode pour déterminer les longitudes en mer, avec le secours des horloges marines. Suivie du Recueil des Tables nécessaires au Pilote pour réduire les Observations relatives à la Longitude & à la Latitude, 1775年.
- De la mesure du temps, ou supplément au traité des horloges marines, et à l’essai sur l’horlogerie ; contenant les principes de construction, d’exécution & d’épreuves des petites Horloges à Longitude. Et l’apparition des mêmes principes de construction, &c. aux Montres de poche, ainsi que plusieurs constructions d’Horloges Astronomiques, &c, 1787年 (参见下文 [档案]).
- Traité des montres à Longitudes contenant la construction, la description & tous les détails de main-d’œuvre de ces Machines ; leurs dimensions, la manière de les éprouver,  etc. 1792年.
- Suite du Traité des montres à longitudes, contenant : 1° la construction des montres verticales portatives, 2° la description et les épreuves des petites horloges horizontales plus simples et plus portatives pour servir dans les plus longues traversées, 1796年.
- Histoire de la mesure du temps par les horloges, 1802年.
- Supplément au Traité des montres à Longitudes avec appendice contenant la notice ou indication des principales recherches ou des travaux faits par Ferdinand Berthoud sur divers parties des machines qui mesurent le temps depuis 1752 à 1807, 1807年.

展览:
- 1984年，“皇家钟表师费迪南·贝尔图展”于瑞士拉绍德封的国际钟表博物馆举行，后于1985年1月17日-3月17日在国家航海博物馆继续展出。
- 费迪南·贝尔图的作品也是全球多个国家博物馆的永久展品，如法国的国立工艺学院、瑞士的国家钟表博物馆（MIH）及伦敦的大英博物馆。

## 附注及参考资料

### 附注
费迪南·贝尔图曾在电影 亡命老舅中被提及。剧中安托万·德拉弗瓦的父亲请求与费尔南的“侄女”见面。当他看见客厅内的一只钟时，突然惊叹道：“啊！！！十八世纪末费迪南·贝尔图的作品！” 

### 资料来源
- 弗雷德里克-亚历山大-玛丽·让内，詹姆斯-亨利·博诺特， Biographie neuchâteloise，第1卷，勒洛克勒，欧仁·库尔瓦西耶，1863，第32-45页。
- 布鲁诺·德·迪讷钦，Duhamel du Monceau，欧洲名人及回忆录，1999年 (ISBN 2-919911-11-2 （页面存档备份，存于）)

## 附加信息